# Paride Taban
Paride Taban (Opari, 1936 – Nairobi, 1º novembre 2023) è stato un vescovo cattolico sudsudanese.

## Biografia
Nato nel 1936, Taban è stato ordinato prete il 24 maggio 1964. Dopo essere stato rettore del seminario minore di Okaru e poi del seminario minore di Giuba, nel 1969 è stato nominato parroco della missione di Torit. Nel 1972 è stato nominato parroco della missione di Palotaka e nel 1976 della missione di Loa.
Il 28 gennaio 1980 è stato nominato vescovo ausiliare di Giuba e vescovo titolare di Tadamata; ha ricevuto la consacrazione episcopale il 4 maggio 1980 da papa Giovanni Paolo II.
Il 2 luglio 1983 è stato nominato vescovo della nuova diocesi di Torit. Durante il suo ministero, monsignor Taban si è distinto per il suo impegno a favore della pace. 
Nel 1989, durante la seconda guerra civile in Sudan, ha promosso la fondazione del Consiglio delle Chiese del Nuovo Sudan (NSCC), un organismo formato dalla Chiesa cattolica e altre chiese protestanti presenti nel sud del Sudan con lo scopo di facilitare una composizione pacifica del conflitto. Nel 1994 si è recato in Ruanda allo scopo di promuovere una pacificazione dopo il genocidio che ha avuto luogo in quell'anno.
Il 7 febbraio 2004 si è ritirato dal governo pastorale della diocesi, diventando vescovo emerito. Dopo il suo ritiro, si è dedicato ad iniziative a favore della pace. Nel 2005 ha fondato a Kuron il Trinity Peace Village, dove convivono membri di diversi gruppi etnici che una volta erano nemici. Nel 2014, durante la guerra civile in Sudan del Sud, Taban ha favorito un accordo tra il governo e la Fazione Cobra del Movimento Democratico del Sudan del Sud. Nel 2016 Taban è stato chiamato a far parte del Comitato per il dialogo nazionale costituito su richiesta del presidente Salva Kiir Mayardit per porre fine alla guerra civile. Per il suo impegno a favore della pace, Taban ha ricevuto diversi premi: il Premio per la pace Sérgio Vieira de Mello nel 2013, l'Hubert Walter Award for Reconciliation and Interfaith Cooperation nel 2017, l'Africa Peace Award nel 2017 e il Freedoms of Worship Award nel 2018.
Morì il 1º novembre 2023 a Nairobi e fu sepolto all'interno della cattedrale dei Santi Pietro e Paolo a Torit.

## Genealogia episcopale
La genealogia episcopale è:
- Cardinale Scipione Rebiba
- Cardinale Giulio Antonio Santori
- Cardinale Girolamo Bernerio, O.P.
- Arcivescovo Galeazzo Sanvitale
- Cardinale Ludovico Ludovisi
- Cardinale Luigi Caetani
- Cardinale Ulderico Carpegna
- Cardinale Paluzzo Paluzzi Altieri degli Albertoni
- Papa Benedetto XIII
- Papa Benedetto XIV
- Papa Clemente XIII
- Cardinale Enrico Benedetto Stuart
- Papa Leone XII
- Cardinale Chiarissimo Falconieri Mellini
- Cardinale Camillo Di Pietro
- Cardinale Mieczysław Halka Ledóchowski
- Cardinale Jan Maurycy Paweł Puzyna de Kosielsko
- Arcivescovo Józef Bilczewski
- Arcivescovo Bolesław Twardowski
- Arcivescovo Eugeniusz Baziak
- Papa Giovanni Paolo II
- Vescovo Paride Taban